# Europäische Polizeimeisterschaft im Handball der Frauen
Die Europäische Polizeimeisterschaft im Handball der Frauen wird seit 2004 ausgespielt. Sie finden im Abstand von vier Jahren statt. Nach einer Qualifikation treffen hier seit 2002 die besten 16 (zuvor die besten 12) Mannschaften der Union Sportive des Polices d’Europe (USPE) aufeinander.
Aktueller Titelverteidiger ist Deutschland. Die nächste Europäische Polizeimeisterschaft im Handballt findet 2025 Ungarn statt.

## Turniere im Überblick
| Jahr | Gastgeberland | Teams | Europameister | Ergebnis | Zweiter    | Dritter     | Ergebnis | Vierter    |             |
| ---- | ------------- | ----- | ------------- | -------- | ---------- | ----------- | -------- | ---------- | ----------- |
| 2004 | Dänemark      | 6     | Deutschland   | 26:25    | Norwegen   | Frankreich  | 17:16    | Dänemark   | [ 1 ] [ 2 ] |
| 2008 | Norwegen      | 6     | Frankreich    | 36:25    | Dänemark   | Deutschland | 32:21    | Schweden   | [ 3 ]       |
| 2010 | Deutschland   | 5     | Deutschland   | 8–6 P.   | Norwegen   | Frankreich  | 4–2 P.   | Dänemark   | [ 4 ]       |
| 2014 | Niederlande   | 7     | Norwegen      | 23:20    | Frankreich | Deutschland | 44:18    | Österreich | [ 5 ]       |
| 2018 | Deutschland   | 8     | Deutschland   | 33:25    | Frankreich | Norwegen    | 32:25    | Österreich | [ 6 ]       |
| 2025 | Ungarn        |       |               |          |            |             |          |            |             |

## Medaillenspiegel
Stand nach 14 Europameisterschaften, einschließlich 2020.
| Rang   | Land        | Goldmedaillen | Silbermedaillen | Bronzemedaillen | Gesamt |
| ------ | ----------- | ------------- | --------------- | --------------- | ------ |
| 1      | Deutschland | 3             | 0               | 2               | 5      |
| 2      | Frankreich  | 1             | 2               | 2               | 5      |
| 3      | Norwegen    | 1             | 2               | 1               | 4      |
| 3      | Dänemark    | 0             | 1               | 0               | 1      |
| Total: | Total:      | 5             | 5               | 5               | 15     |